# Danny Gibson
Danny Gibson (Madison, 28 gennaio 1984) è un ex cestista statunitense, professionista in Europa.

## Palmarès
- Campionato bulgaro: 1

Akademik Sofia: 2016-17
- Coppa d'Olanda: 1

Leida: 2010
- Coppa di Polonia: 1

Śląsk Wrocław: 2014